# Palacio de Miraflores (Madrid)
El palacio de Miraflores es un edificio de la ciudad española de Madrid, situado en el número 15 de la Carrera de San Jerónimo, en el distrito Centro.

## Historia
El edificio original fue diseñado por el arquitecto Pedro de Ribera y construido entre 1731 y 1732. El edificio fue ampliado y remodelado según proyecto de Eduardo Gambra y Sanz en 1920, por lo que del palacio original sólo se conserva la fachada. Hacia 1946, siendo propiedad de la Compañía de Seguros Atlántida, experimentó de nuevo obras de restauración, acometidas por Joaquín Sainz de los Terreros. Declarado «monumento histórico-artístico nacional» por real decreto el 23 de abril de 1976, también ha sido conocido con el nombre «edificio Atlántida». Fue adquirido en 1999 por la Mutua Madrileña y más adelante, hacia 2007, pasó a servir como sede en Madrid de Casa Asia.